# Montirone (Abano Terme)
Il Montirone è un piccolo colle situato nel centro di Abano Terme, dove, fino alla metà degli anni '60, sgorgava naturalmente una delle più importanti sorgenti del bacino termale euganeo. Attualmente è parco pubblico, mentre i due edifici all'ingresso hanno ospitano in passato la Galleria Civica d'arte e la Pinacoteca Civica, ora presso il Museo Villa Bassi Rathgeb. 

## Origini del nome
L'etimologia del toponimo è relativamente incerta. Secondo una certa tradizione erudita, esso deriverebbe da Mons Geryonis e si collegherebbe dunque a Gerione e al culto delle acque termali. Tuttavia, sembra maggiormente plausibile un'origine più prosaica, a partire da un diminutivo di monte del genere "montarone", "montariolo", come peraltro attestato in altre località della Pianura Padana. A sostegno di questa seconda ipotesi, il fatto che nel Medioevo l'area del colle fosse detta "Montaone".

## Geologia
Il Montirone in origine si estendeva per un'area maggiore rispetto a quella visibile oggi. Di primo acchito, forse abituati ai vicini colli (per esempio San Daniele o Monteortone) non appare un rilievo degno di nota. In realtà il Montirone (o Monte Irone) non ha nulla a che vedere con i Colli Euganei avendo un'origine completamente diversa. Si tratta di un piccolo rilievo, formato da un tipo di roccia chiamata "travertino", che si eleva di circa 5 m rispetto alla pianura circostante. Il travertino è una roccia calcarea di origine chimica, cioè formatasi per precipitazione di carbonato di calcio depositato dalle acque termali. Le acque termali sono fuoriuscite naturalmente dalle sorgenti presenti nel Montirone fino alla metà degli anni 1960.

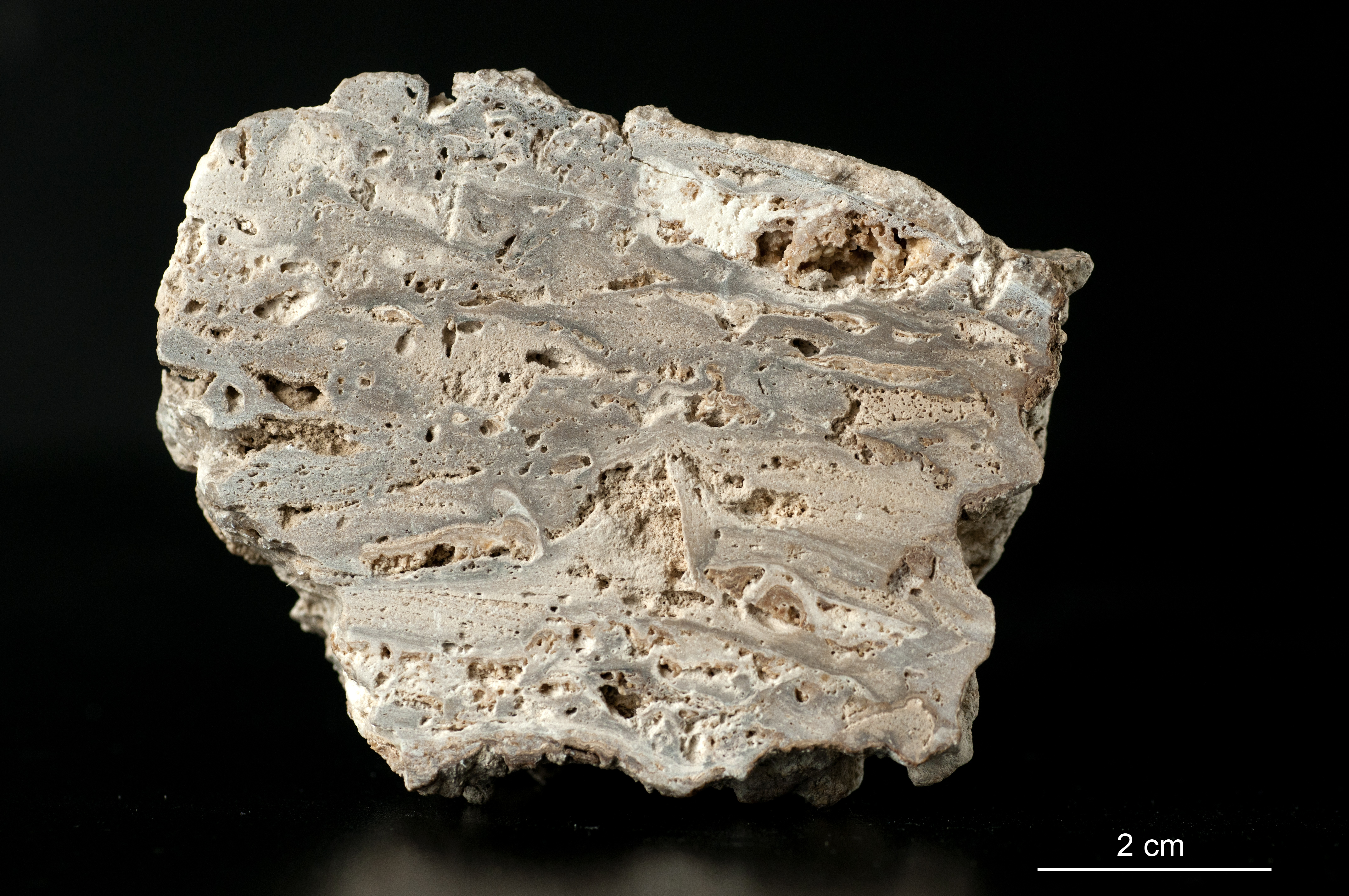
Campione di travertino

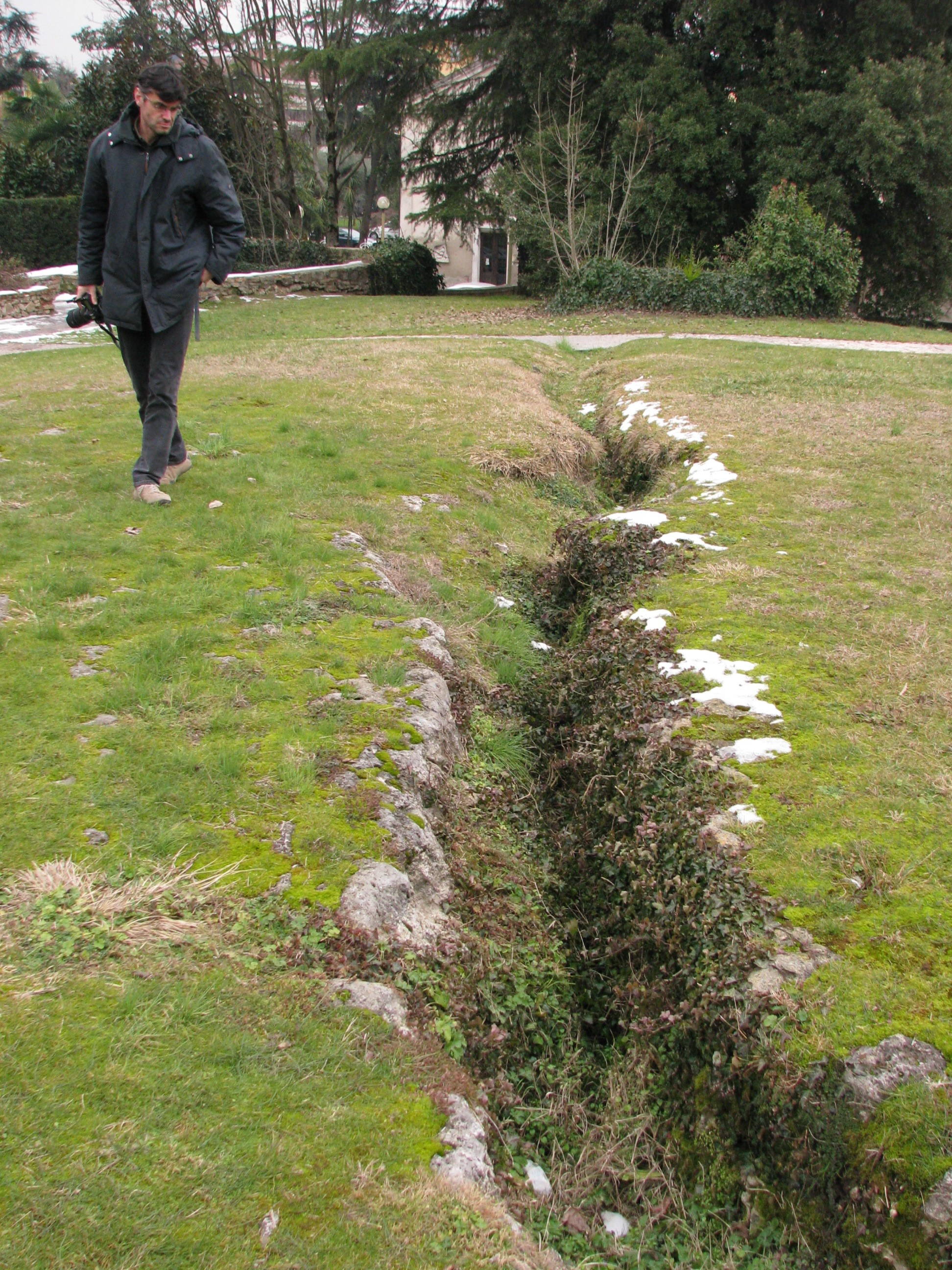
Frattura nel travertino del Montirone

Le indagini effettuate sugli isotopi dell’uranio datano a circa 30.000 anni fa la deposizione dei travertini del Montirone, indicandoci che le acque che lo hanno formato dovevano aver circolato in profondità e per tempi molto lunghi. Dal punto di vista geostrutturale un altro aspetto importante è rappresentato dalle fratture che si rinvengono sulla sua superficie. Lo studio delle principali direzioni di fratturazione ci ha fornito delle indicazioni sulle fratture presenti nel sottosuolo euganeo, alle quali è legata la rapida risalita in superficie di fluidi ad elevata temperatura
Nel caso dell’area euganea la presenza di acqua ad alta temperatura non è dovuta a fenomeni vulcanici in fase di esaurimento, ma è riconducibile al fatto che queste acque hanno circolato per lungo tempo a oltre 3 km di profondità, acquisendo il “normale” calore interno della Terra. Dobbiamo avere coscienza che lo sviluppo di sistemi geotermici in grado di produrre manifestazione termali, come quelle presenti nel Montirone di Abano Terme, richiede la contemporanea concomitanza di diversi fattori: una sorgente di calore, un vettore del calore (rappresentato dall'acqua), un serbatoio roccioso molto fratturato nel sottosuolo, che consenta la circolazione di questa acqua.
La sorgente di calore non deve essere necessariamente eccezionale, come i flussi geotermici generati da camere magmatiche superficiali (es. Larderello). La presenza del Sistema Geotermico Euganeo (EuGS) è connessa ad un flusso di calore leggermente anomalo (circa 80 - 100 mW/m2), alla possibilità dei fluidi di scendere in profondità e circolare nel sottosuolo finché non incontrano zone con strutture geologiche particolari(come quelle presenti nell’area euganea), che incrementano la permeabilità del serbatoio geotermico e consentono il riscaldamento dei fluidi per convezione ed una loro rapida risalita verso la superficie, creando talvolta depositi di travertino come quello del Montirone di Abano Terme.

## Storia

### Età antica

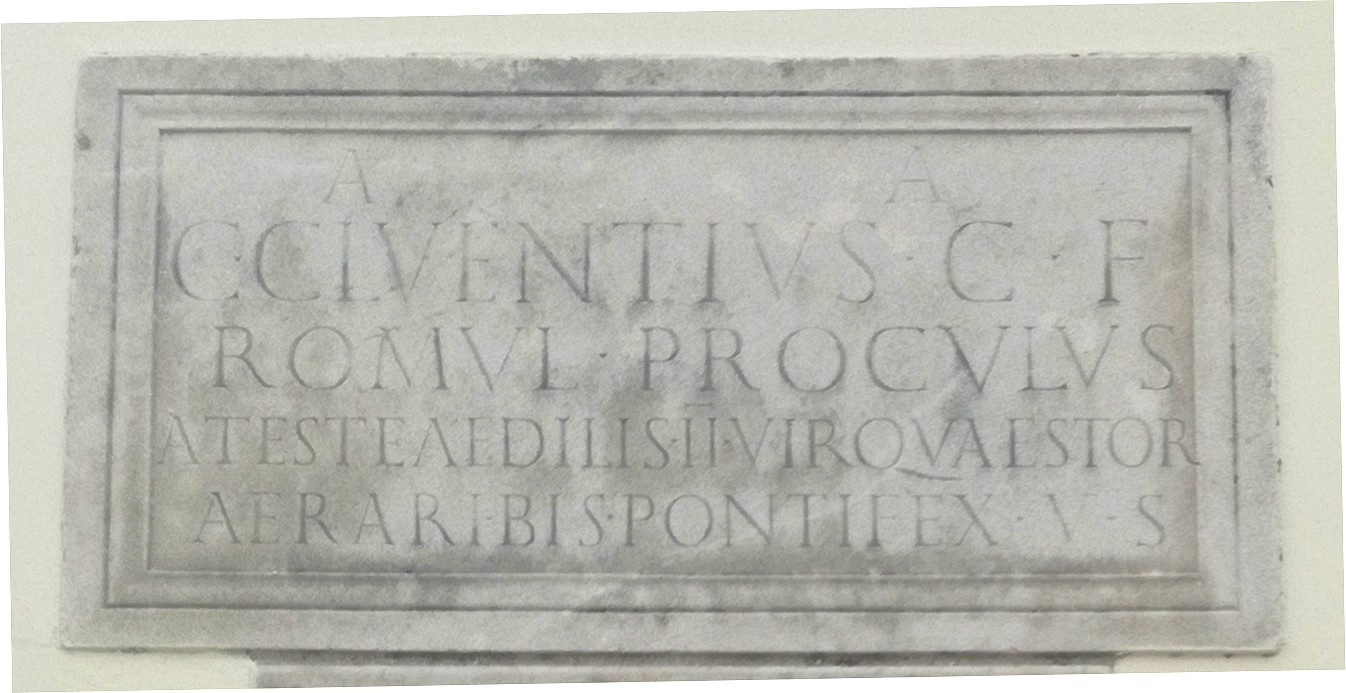
Facsimile dell'iscrizione dedicatoria di Caio Cluentio Proculo

Non si hanno notizie precise sul Montirone nel periodo paleoveneto e preromano. Per quanto riguarda l'epoca romana, occorre innanzitutto sgombrare il campo da un fraintendimento protrattosi fino a Novecento inoltrato, che consiste nel collegare al Montirone le numerose testimonianze degli autori antichi, in particolare quelle più estese, ossia il carme Aponus di Claudio Claudiano e una lettera di Cassiodoro. Come è stato dimostrato, esse vanno invece correttamente riferite al territorio dell'odierno Comune di Montegrotto Terme, ove aveva sede primaria la Fons Aponi, quel vasto complesso cultuale e termale legato ad Aponus, Gerione ed Eracle. Ciò non significa, tuttavia, che il Montirone fosse privo di importanza. Intorno al colle sorse infatti un piccolo centro residenziale, mentre presso le sorgenti si affermò, a partire dall'Età augustea, un santuario dedicato ad Apono; nella zona sono state infatti ritrovate iscrizioni votive recanti la sigla A.A., interpretata da Theodor Mommsen come "A(pono) A(ugusto)" o "A(quis) A(poni)". Il facsimile di una di queste iscrizioni, che riporta il voto di un tale Caio Cluentio Proculo, è incastonato nella parete esterna dell'attuale edificio a sinistra dell'ingresso, mentre l'originale si trova al Museo Civico Archeologico di Padova (si tratta di CIL V 2785). Di particolare rilievo fu poi il ritrovamento, nel 1951, di un grande deposito composto prevalentemente di rhyta invetriati, bicchieri di tipo Aco e frammenti di ceramica; questi reperti sono stati interpretati come afferenti al deposito di un emporium destinato a rifornire il santuario e i visitatori. Trattandosi peraltro di manufatti ad uso potorio, è probabile che presso il Montirone l'acqua termale fosse bevuta a scopo terapeutico. 

### Medioevo ed Età moderna
Le notizie riguardanti il periodo medievale piuttosto sono scarne ed episodiche. Dal XII secolo si ha notizia di un piccolo villaggio nella zona, detto "Montaone" e distinto dal centro di Abano raccolto intorno alla pieve di San Lorenzo. Il colle divenne poi proprietà del vicino monastero di San Daniele, che vi fece installare un mulino azionato tramite l'acqua calda; tra Trecento e Quattrocento, peraltro, si cominciò a designare il Montaone come "il bagno" o "i bagni di Abano", segno della presenza di un'attività termale, per quanto ridotta e circoscritta. Al principio del Quattrocento, enumerando i beni del monastero, l'abate di San Daniele menzionò la zona del Montirone e il relativo mulino, annotando che, per permetterne il funzionamento, era necessario rimuovere periodicamente le incrostazioni dovute alle "acque sulfuree e salse". Nel 1554 si registrò un primo interesse della Repubblica di Venezia per il termalismo: tramite Riformatori dello Studio di Padova, si incaricò infatti un collegio di tre medici di provvedere al restauro dei bagni di Abano. Dal XVII secolo iniziarono a comparire testimonianze più approfondite. Nella sua opera pubblicata nel 1623 e intitolata Della felicità di Padova, l'erudito padovano Angelo Portenari fornì infatti una descrizione del Montirone e della sua sorgente, detta "Fontica", magnificando le proprietà curative delle acque termali e riportando notizie di carattere antiquario su Apono. Nel 1681 si aprì una controversia legale tra le autorità pubbliche e i canonici di San Daniele, nel frattempo subentrati ai monaci nella proprietà del colle, cui venne contestato l'utilizzo abusivo delle acque termali: i religiosi riuscirono tuttavia a far confermare lo status quo, anche in virtù del fatto che il loro mulino fosse indispensabile per gli abitanti. 
Dalla metà del Settecento si aprì una nuova stagione di interesse per l'area termale, che ne propiziò un rilancio su vasta scala. Nel 1761 il naturalista padovano Domenico Agostino Vandelli pubblicò il Tractatus de Thermis Agri Patavini, sul cui frontespizio spiccava un'illustrazione che raffigurava le sorgenti del Montirone: egli descrisse dettagliatamente il colle, annotando la presenza di 5-7 sorgenti principali, del mulino, di alcuni bagni e lavatoi, nonché di un sudatoio per la cura degli ammalati. In seguito al dibattito scientifico, si mosse anche la Serenissima, con un decreto del 1767 per il recupero e il rinnovo delle terme padovane. Spinti dalla situazione, i canonici possessori del colle abbatterono il vecchio stabilimento e fecero costruire un nuovo edificio ad uso bagni: ciononostante, nel 1772 i loro beni furono confiscati e messi all'asta, venendo acquistati dal notabile veneziano Federico Todeschini. Pochi anni dopo, di fronte al Montirone fu costruito un Oratorio, progettato da Domenico Cerato e deputato a luogo di culto per gli ospiti in cura alle terme. Paradigmatica di questa fervida stagione è l'attività del medico Salvator Mandruzzato, docente all'Università di Padova, che condensò le sue lunghe ricerche nell'opera Dei bagni di Abano, pubblicata in tre volumi (1789, 1793, 1804); in particolare nel primo, egli fornì un'attenta descrizione del Montirone, corredata da una planimetria e da un alzato, da cui, oltre che l'abbondanza delle sorgenti termali, si evince anche la presenza di un certo numero di costruzioni adibite a bagni ed alloggi, segno di un termalismo in piena ascesa. 

### L'Ottocento e gli interventi di Jappelli

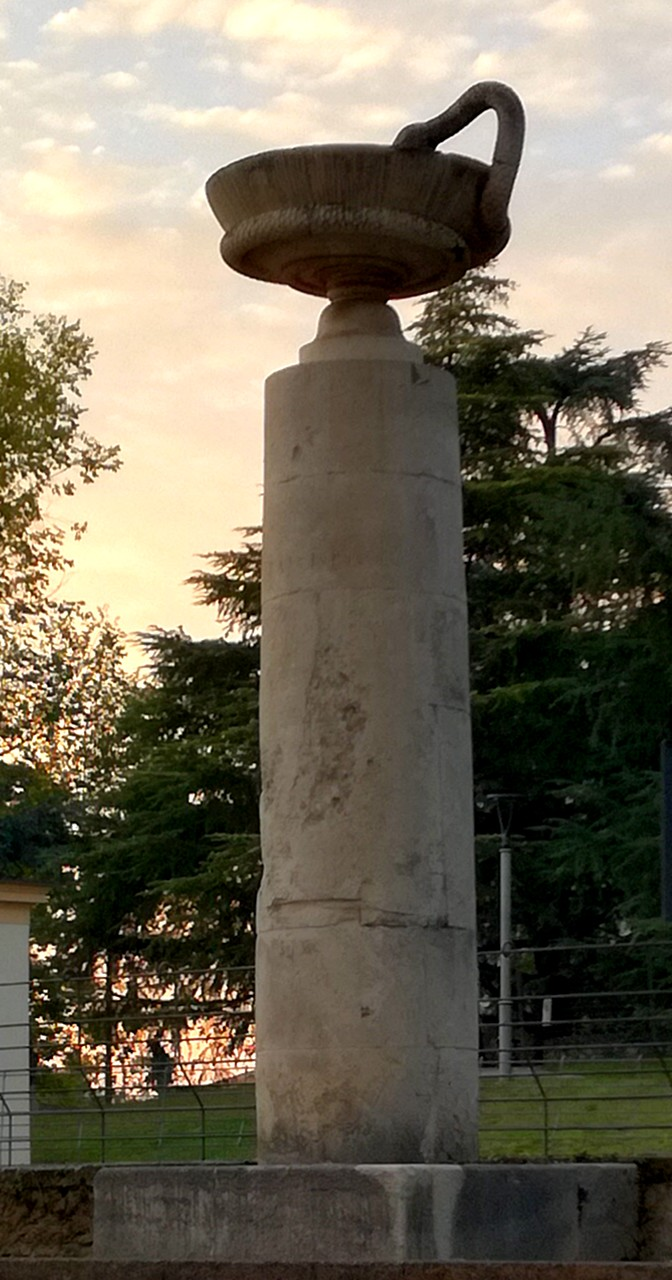
La colonna di Jappelli oggi

I primi decenni dell'Ottocento furono cruciali per la storia del colle. In quegli anni il Montirone e i più importanti alberghi furono acquistati dall'imprenditore padovano di famiglia ebraica Moisè Trieste: non stupisce che egli affidasse al suo architetto di fiducia, Giuseppe Jappelli, una complessiva ristrutturazione del centro termale. Un impulso ai lavori venne anche dalla visita compiuta il 20 luglio 1825 dall'imperatore Francesco I, nell'ambito del suo viaggio nel Regno Lombardo-Veneto: il sovrano giunse ad Abano accolto festosamente e si recò a visitare le sorgenti e i locali delle terme, ascoltando le spiegazioni sulla particolarità dei luoghi. Dunque, Jappelli fece costruire sul Montirone un acquedotto per convogliare le acque termali e una grande vasca ellittica con due piccoli serbatoi circolari; ma soprattutto, per commemorare la visita imperiale, fece erigere una colonna dorica sormontata da una coppa su cui si avvolge un serpente: simbolo che rimanda ad Igea, all'eternità e alla rinascita. Su di essa fu posta la seguente iscrizione dedicatoria, oramai deteriorata e pressoché illeggibile: 
Da questo momento, la colonna del Montirone divenne uno dei simboli della località termale, riprodotta in illustrazioni e stampe: non a caso una colonna dorica è presente anche nell'attuale stemma del Comune di Abano. Jappelli progettò anche un sontuoso collegamento tra il colle ed lo stabilimento Orologio (sempre proprietà Trieste), attraverso un giardino all'inglese: tuttavia non venne realizzato, rimanendo sulla carta. 
Per tutto il secolo, l'importanza del Montirone crebbe di pari passo con lo sviluppo degli stabilimenti termali. È importante al contempo rammentare che in tale contesto le sorgenti rimasero nella disponibilità esclusiva degli albergatori, configurando dunque una rilevante privatizzazione della risorsa termale. Nel 1888 l'antico mulino venne abbattuto, per consentire la costruzione dello stabilimento termale "Antiche Terme Molino", ma dell'infrastruttura rimase in piedi il caratteristico condotto pensile su pilastri in trachite.

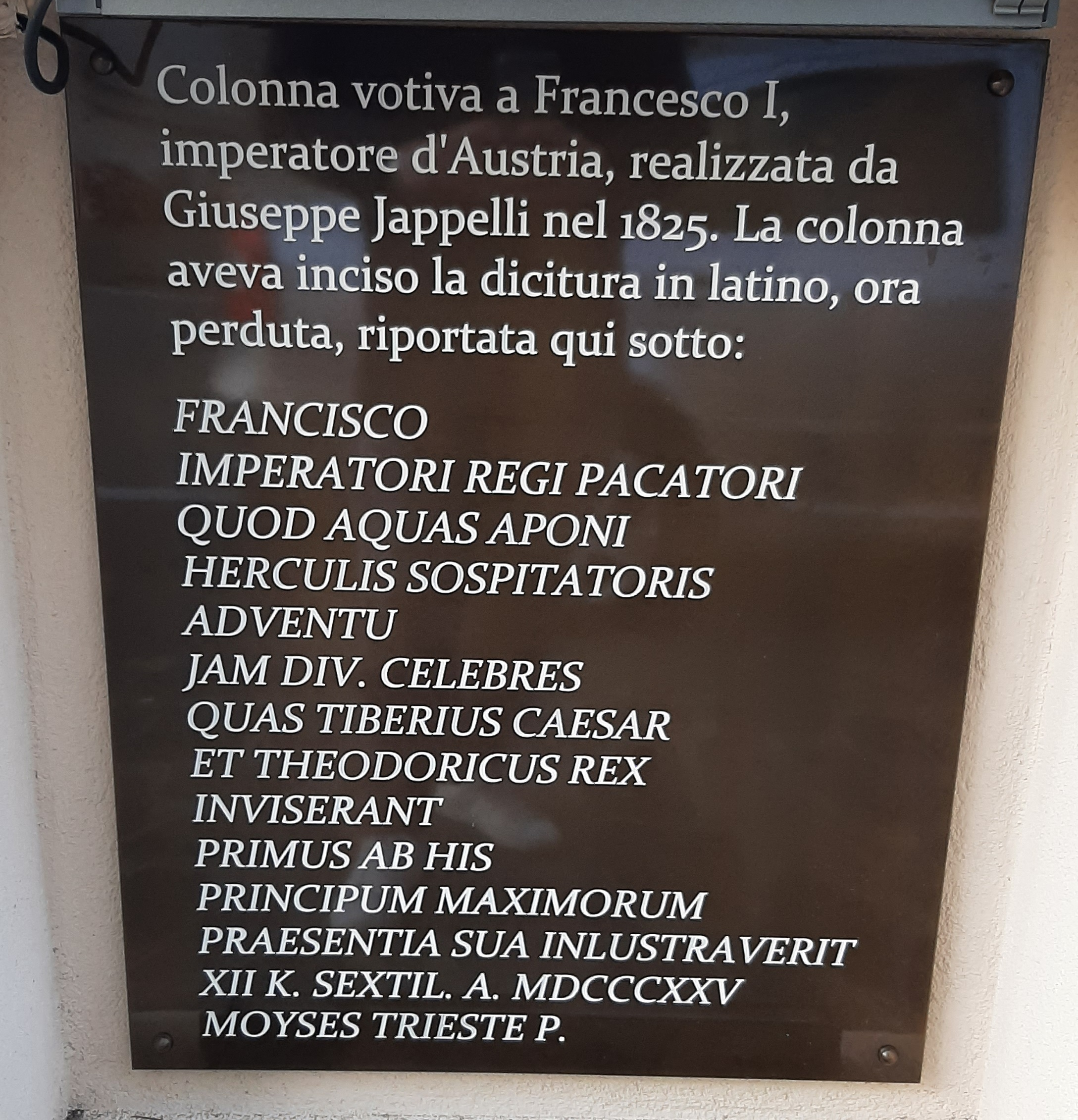
Targa esplicativa della colonna jappelliana posizionata durante i lavori di riqualificazione del colle

### Dal Novecento ad oggi

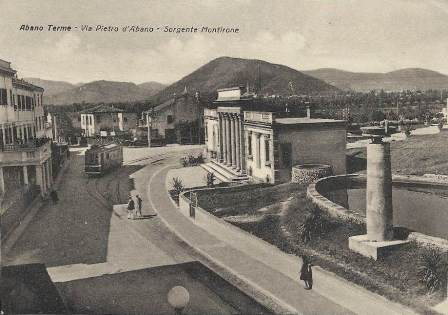
Il Montirone negli anni '40 del Novecento: si distinguono il complesso jappelliano e l'ingresso monumentale

All'inizio del Novecento Abano visse il suo momento Belle Époque. È in tale contesto che, verso il 1912, l'ingresso del Montirone venne monumentalizzato, con la costruzione di un imponente colonnato neoclassico di stile corinzio, formato da quattro colonne e due pilastri laterali architravati; sul fregio si trova la scritta "Sorgente Montirone" e, più in piccolo, l'incipit del carme Aponus di Claudio Claudiano. Ai lati del colonnato furono edificati due padiglioni in leggero bugnato, destinati alla fruizione delle cure termali: tra gli anni Venti e Trenta, furono abbelliti con l'introduzione di finestre incorniciate e di balaustre superiori, così come si presentano tutt'oggi. Va precisato che questa struttura non si deve a Jappelli, come talvolta è erroneamente indicato. Si può dire che in questa stagione il Montirone visse il suo apogeo. Nel 1942, sulla sommità del colle, fu posta la statua della dea Igea, opera dello scultore Paolo Boldrin. 

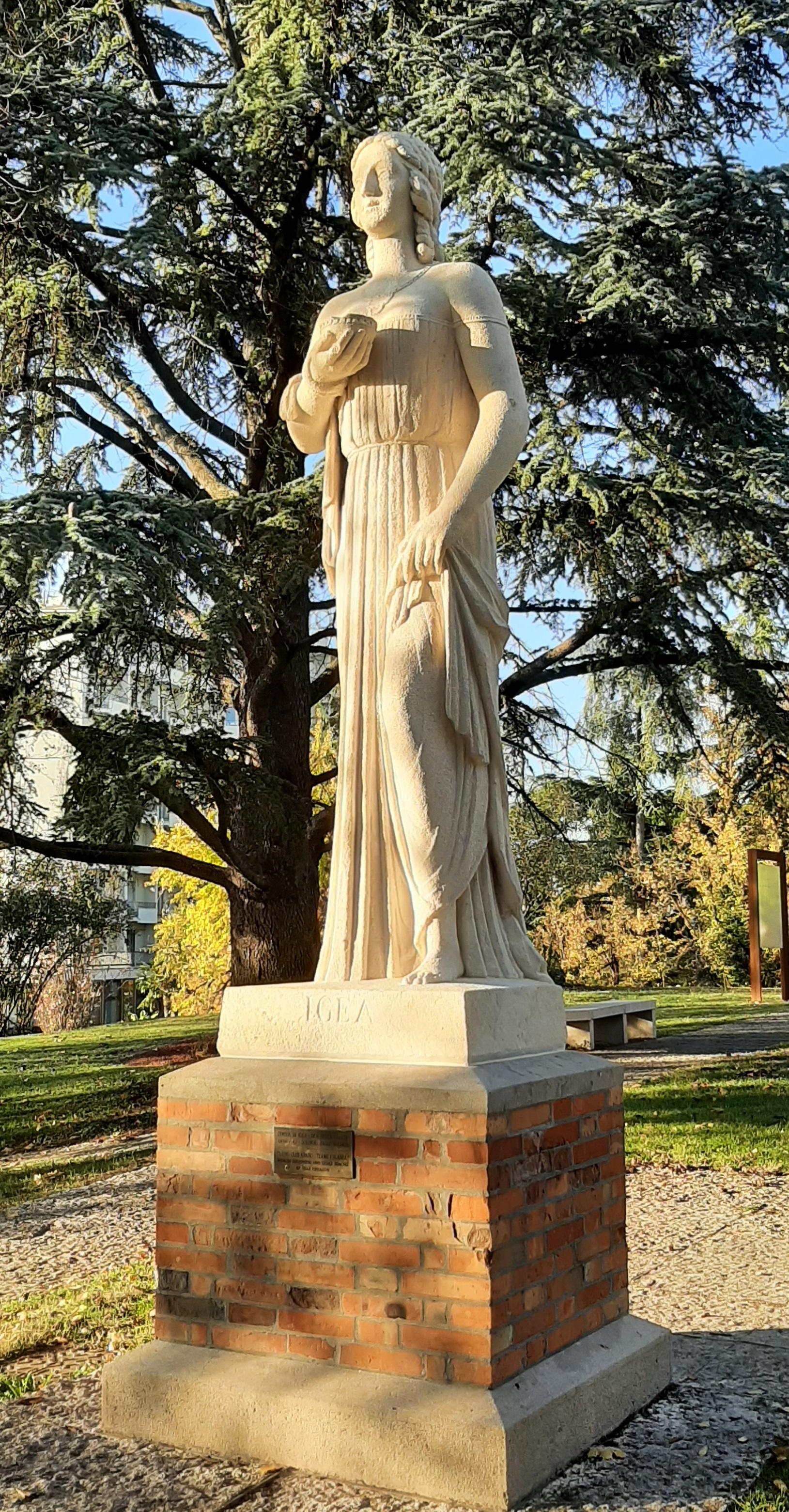
La statua di Igea

Tuttavia, a questa fase seguì un rapido declino dell'importanza termale del sito. Gli stabilimenti iniziarono infatti a creare pozzi per approvvigionarsi direttamente dal sottosuolo e il notevole emungimento delle acque termali causò un significativo abbassamento della falda, facendo sì che, dopo millenni, l'acqua calda smettesse di sgorgare spontaneamente sul colle, dovendo essere invece pompata in superficie. Nel 1966 l'area venne acquistata dal Comune di Abano Terme, che la adibì a parco pubblico; i padiglioni furono invece utilizzati per qualche tempo come abitazione e atelier dal pittore di origine aponense Luigi della Vigna, finché non furono anch'essi acquisiti dal Comune. Negli anni Novanta si realizzò una complessiva opera di riqualificazione, che comprese il restauro del complesso jappelliano, la riapertura dell'ingresso davanti all'Oratorio e la valorizzazione dei resti della condotta pensile del mulino attraverso una fontana. Gli edifici all'ingresso furono riassestati e adibiti, rispettivamente, a Galleria Comunale d'arte e Pinacoteca Civica, la quale conteneva una selezione della Collezione Bassi-Ratgheb. 

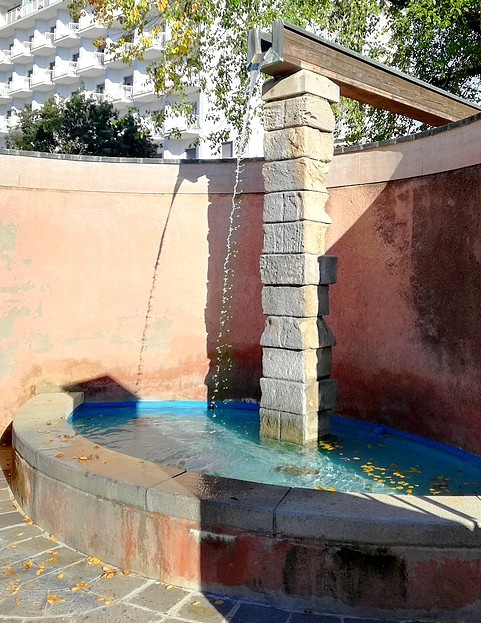
L'odierna fontana che riutilizza parte del condotto dell'antico mulino

La storia dei tempi più recenti è piuttosto travagliata. Tra il 2013 e il 2015 si sono compiuti nuovi lavori di ripristino delle vasche termali e di ristrutturazione dei padiglioni. Questi ultimi sono divenuti di fatto un unico spazio espositivo per mostre temporanee, vista anche l'istituzione di un Museo Civico destinato in primis ad accogliere la Collezione Bassi-Rathegb. A breve distanza dall'ultima ristrutturazione, il colle è tuttavia tornato "a secco" per quanto riguarda la fornitura di acqua termale e si sono anche riscontrati problemi dovuti ad atti di vandalismo. Nuovi interventi per rivitalizzare il Montirone,  annunciati dall'amministrazione comunale, hanno preso avvio nel 2022.
Adiacente al Montirone si trova il complesso del Kursaal, storicamente utilizzato come centro congressi e attualmente in stato di abbandono. Dopo anni di inattività, è stato avviato un ambizioso progetto di riqualificazione affidato all'architetto Stefano Boeri, noto per il "Bosco Verticale" di Milano. Il progetto prevede la trasformazione del Kursaal in un polo culturale e ricreativo, integrando spazi verdi e strutture moderne, con l'obiettivo di restituire vitalità al cuore di Abano Terme.